# Manish Narwal
Manish Narwal (17 de octubre de 2001) es un deportista indio que compite en tiro adaptado. Ganó dos medallas en los Juegos Paralímpicos de Verano, oro en Tokio 2020 y plata en París 2024.

## Palmarés internacional
| Juegos Paralímpicos | Juegos Paralímpicos | Juegos Paralímpicos | Juegos Paralímpicos      |
| Año                 | Lugar               | Medalla             | Prueba                   |
| ------------------- | ------------------- | ------------------- | ------------------------ |
| 2020                | Tokio (Japón)       | Medalla de oro      | Pistola 50 m SH1 mixto   |
| 2024                | París (Francia)     | Medalla de plata    | Pistola de aire 10 m SH1 |